# 파운데이션 (드라마)
《파운데이션》(영어: Foundation)은 애플 TV+에서 2021년 9월부터 방영된 미국의 공상 과학 드라마이다.